# Marie-Laure de Lorenzi
Marie-Laure de Lorenzi (Biarritz, 21 januari 1961) is een Frans golfprofessional die golfte op de Ladies European Tour waar ze 19 golftoernooien won.

## Loopbaan
In 1987 werd de Lorenzi golfprofessional en debuteerde op de Ladies European Tour (LET). In haar debuutseizoen won ze twee toernooien: het BMW Ladies' German Open, en het Belgian Godiva Open. In 1997 won ze haar negentiende en laatste zege op de LET door het Déesse Ladies' Swiss Open te winnen.
In 1988 won ze samen met de Zimbabwaan Mark McNulty de Benson & Hedges Trophy. In 1993 won ze de Marokkaanse toernooi, de Lalla Meryem Cup.
In 1998 en 1999 won ze de Order of Merit van de LET. Daarnaast was ze drie keer lid van het Europese golfteam op de Solheim Cup. In 2004 speelde ze op de Evian Masters haar laatste golftoernooi, waar dan het 100-jarig bestaan van de club werd gevierd.

## Erelijst
Ladies European Tour
| Jaar | # | Toernooi(en) |
| ---- | - | --- |
| 1987 | 2 | BMW Ladies' German Open, Belgian Godiva Open |
| 1988 | 7 | Letting French Open, Volmac Open, Hennessy Cup, Gothenburg Open, Laing Charity Classic, Woolmark Matchplay Championship, Qualitair Spanish Open |
| 1989 | 3 | Ford Ladies' Classic, Hennessy Cup, BMW Ladies Classic                                                                                          |
| 1990 | 1 | Ford Ladies' Classic |
| 1993 | 1 | VAR Open de France Feminin |
| 1994 | 1 | La Manga Club Spanish Open |
| 1995 | 3 | Ladies Open Costa Azul, Staatsloterij Ladies Open, Nestlé French Ladies Open                                                                    |
| 1997 | 1 | Déesse Ladies' Swiss Open |

Overige zeges
- 1988: Benson & Hedges Trophy (met Mark McNulty)
- 1993: Lalla Meryem Cup

## Teamcompetities
Amateur
- Espirito Santo Trophy ( FRA): 1978, 1980, 1982, 1986

Professional
- Solheim Cup ( EU): 1990, 1996, 1998